# 胡椒路站
胡椒路站（英語：Pepper Road station）為巴爾的摩輕軌的車站之一。北上列車下一站是亨特谷站，南下列車則開往巴爾的摩－華盛頓機場站；離峰時間也有開往克隆威爾／格蘭伯尼站的列車。
本站目前沒有公共停車場，也無公車可供轉乘。

## 外部連結
- Schedules